# Mofa
Mofa is een historisch Duits motorfietsmerk.
De bedrijfsnaam was: Mofa GmbH, Motoren & Fahrzeugbau, Wittenberg.
Dit was een kleine firma die 70- en 148 cc hulpmotoren maakte, maar ook complete motorfietsen. Mofa begon echter in een ongunstige tijd, kort na de Eerste Wereldoorlog (1920), toen honderden bedrijfjes in Duitsland begonnen met de productie van lichte, goedkope motorfietsen. In 1925 stopten ruim 150 van deze bedrijfjes hun productie, waaronder Mofa.